# Aldea Asunción
Pour les articles homonymes, voir Aldea et Asunción (homonymie).
Aldea Asunción est une localité rurale argentine située dans le département de Gualeguay, dans la province d'Entre Ríos.

## Démographie
La population de la localité, c'est-à-dire sans tenir compte de la zone rurale, était de 289 en 1991 et de 303 en 2001, mais dans cette dernière, toute la population était considérée comme urbaine.

## Histoire
Les limites du plan d'urbanisme ont été fixées par le décret 1396/1988 MGJE du 25 mars 1988 et celles du conseil d'administration par le décret 4269/2006 MGJEOYSP du 20 juillet 2006. Il a été promu au rang de conseil d'administration de 2e catégorie par le décret 382/09 MGJEOYSP du 19 février 2009.

## Statut de commune
La réforme de la Constitution de la province d'Entre Ríos entrée en vigueur le 1er novembre 2008 a prévu la création de communes, qui a été réglementée par la loi sur les communes no 10644, adoptée le 28 novembre 2018 et promulguée le 14 décembre 2018. La loi prévoit que tout centre de population stable d'une superficie d'au moins 75 km2 contenant entre 700 et 1 500 habitants constitue une commune de 1re catégorie. La loi sur les communes a été réglementée par le pouvoir exécutif provincial par le biais du no décret 110/2019 du 12 février 2019, qui a déclaré la reconnaissance ad referendum du pouvoir législatif de 34 communes de 1re catégorie à compter du 11 décembre 2019, parmi lesquelles se trouve Aldea Asunción. La commune est dirigée par un département exécutif et un conseil communal de 8 membres, dont le président est également le président communal. Ses premières autorités ont été élues lors des élections du 9 juin 2019.